# Oligomenorrhoe
Oligomenorrhoe (auch Oligomenorrhö, von griech. oligos  „wenig“, menos „Monat“, rhoe „Fluss“) bezeichnet eine zu seltene Menstruationsblutung. Von Oligomenorrhoe wird gesprochen bei einer Verlängerung des Gesamtzyklus auf über 35 Tage bis maximal 90 Tage. Die Stärke der Blutung und deren Dauer sind dabei meistens normal oder nur gering vermindert. Betroffene Frauen hatten fast immer vor Eintritt einer Oligomenorrhoe normale Blutungszyklen. Zu Beginn der Pubertät (Menarche) kann eine Oligomenorrhoe auch Ausdruck der normalen Entwicklung sein, bevor die hormonellen Rhythmen regelmäßig werden.

## Ursachen
Oligomenorrhoe tritt als Symptom von polyzystischen Ovarien auf, ausgelöst durch eine Erhöhung von Androgenen (männliche Geschlechtshormone) im Blut. Hormon-sezernierende Tumoren können ebenfalls die Zyklen der Menstruation verlängern. Wesentlich häufiger jedoch ist Oligomenorrhoe eine funktionelle Störung als Ausdruck von hohem körperlichem oder emotionalem Stress, von länger dauernder Unterernährung (auch bei Anorexia nervosa), schweren chronischen Erkrankungen mit Abmagerung (Kachexie). Zudem kann es Symptom der beginnenden Menopause sein. Auch bei Leistungssportlerinnen kann es durch Hochleistungstraining zu einer Oligomenorrhoe kommen.

## Symptome
Außer der Verlängerung des Zyklus liegen in der Regel keine weiteren Symptome vor. 

## Therapie
Die Behandlung richtet sich nach den in jedem Einzelfall zu Grunde liegenden Ursachen.